# Christine Clauß

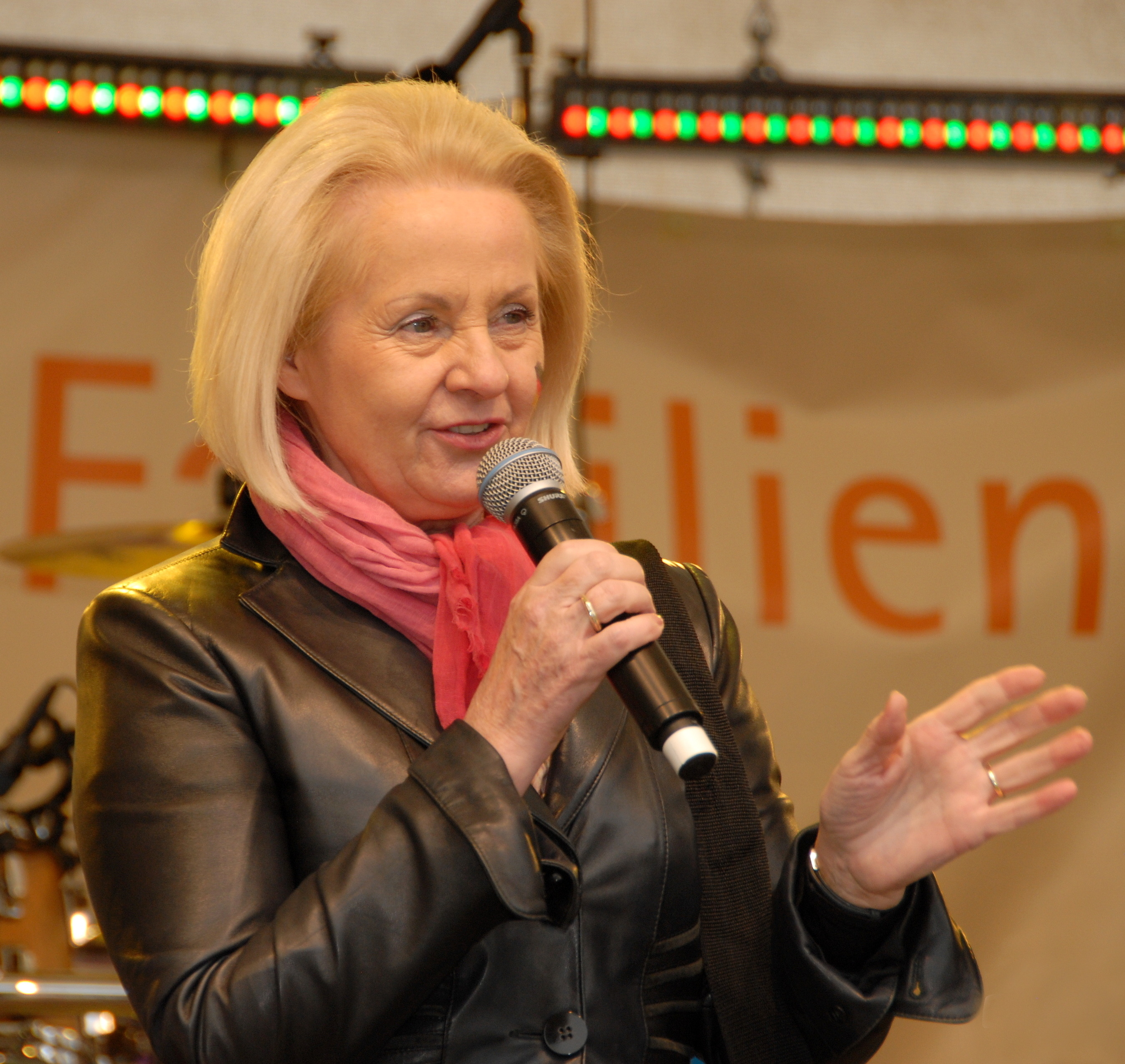
Christine Clauß (2014)

Christine Ursula Clauß (* 10. Februar 1950 in Scheibenberg) ist eine deutsche Politikerin (CDU). Zwischen 2005 und 2019 war sie erneut Mitglied des Sächsischen Landtags, dem sie bereits von 1999 bis 2004 angehörte. Von 2008 bis 2014 war sie sächsische Staatsministerin für Soziales (ab 2009 Soziales und Verbraucherschutz).

## Leben
Clauß absolvierte nach dem Abschluss der Polytechnischen Oberschule an der Krankenpflegeschule „Bethanien“ in Leipzig von 1966 bis 1969 eine Ausbildung zur Krankenschwester. 1973/1974 machte sie an der Bezirksakademie des Gesundheits- und Sozialwesens Leipzig eine Weiterbildung zur Fachkrankenschwester für Anästhesie und Intensivtherapie. Von 1970 bis 1994 war sie in der Städtischen Frauenklinik in Leipzig tätig, davon 20 Jahre als leitende Schwester der Intensivstation. Seit 1983 fungierte sie als Lehrbeauftragte der Klinik. Von 1994 bis 1999 war sie als Fachberaterin bei der AOK Leipzig angestellt.
Sie gehört dem Internationalen Bund freier Träger der Jugend-, Sozial- und Bildungsarbeit e. V. und dem Verbund Leipzig als Mitglied an.
Clauß ist verheiratet und hat einen Sohn und zwei Enkel. Sie ist evangelisch-lutherisch.

## Partei
Von 1984 bis 1990 war Christine Clauß Mitglied der CDU der DDR, seit 1990 der CDU. Von 1999 bis 2003 war sie stellvertretende Vorsitzende des CDU-Kreisverbandes Leipzig-Stadt, 2003 übernahm sie das Amt der Vorsitzenden. Zum Kreisparteitag der Leipziger CDU am 6. Oktober 2007 trat Clauß nicht mehr an, sondern schlug Hermann Winkler als Nachfolger vor, der mit einem Traumergebnis gewählt wurde und bis 2011 die Leipziger CDU als Kreisvorsitzender führte. Von 2003 bis 2009 war sie stellvertretende Landesvorsitzende der Sächsischen Union. Außerdem ist sie seit 2000 Vorsitzende des Landesfachausschusses „Demographischer Wandel – Familie und Soziales“ und als Vertreterin für das Land Sachsen Mitglied im Hörfunkrat und im Programmausschuss des Deutschlandradios.

## Abgeordnete
Von 1990 bis 2000 war sie Stadträtin in Leipzig. Von 1992 bis 1999 war sie Vorsitzende des Fachausschusses für Gesundheit und Soziales im Stadtrat. Bei den Wahlen zum Sächsischen Landtag im Jahre 1999 errang sie ein Direktmandat im Wahlkreis 30 (Leipzig-Mitte, Neustadt-Neuschönefeld, Reudnitz-Thonberg), welches sie bis 2004 innehatte. 2005 zog sie als Nachrückerin für den ausgeschiedenen Wolfram Köhler erneut in den Landtag ein. 2009 errang Clauß erneut das Direktmandat und vertrat den Wahlkreis Leipzig 4.
Im Landtag war Clauß bis zum Wechsel in die Staatsregierung Mitglied im Petitionsausschuss und im Ausschuss für Geschäftsordnung und Immunitätsangelegenheiten.

## Ministerin
Am 8. August 2008 übernahm Clauß als Nachfolgerin von Helma Orosz, die zur Oberbürgermeisterin von Dresden gewählt wurde, das Amt der sächsischen Staatsministerin für Soziales im Kabinett Tillich I, ihre Vereidigung erfolgte am 10. September 2008. Bei der Regierungsbildung nach der Landtagswahl 2009 (Kabinett Tillich II) wurde sie im Amt bestätigt und war seitdem bis November 2014 Staatsministerin für Soziales und Verbraucherschutz.